# Ачара (газета)
Ачара (груз. აჭარა, Аджария) — республиканская газета на грузинском языке, издававшаяся в Аджарской АССР. В советский период являлась органом Аджарского обкома и Батумского горкома Коммунистической партии Грузинской ССР, а также Советов депутатов трудящихся Аджарской АССР. В настоящее время — крупнейшая газета Аджарии.

## История
Газета основана 18 марта 1921 года. Названия:
- 1921—1922 — «Уцкебеби» («Известия»),
- 1922—1923 — «Пролетарули брдзола» («Пролетарская борьба»),
- 1923—1924 — «Брдзола» («Борьба»),
- 1924—1929 — «Пухара» («Бедняк»),
- 1929—1936 — «Сабчота Аджаристани» («Советский Аджаристан»),
- 1936 — начало 1990-х — «Сабчота Аджара» («Советская Аджария»),
- с начала 1990-х — современное название.

В 1970-е годы выходила 5 раз в неделю тиражом 40 тыс. экземпляров.

## Награды
- Орден «Знак Почёта» (1971)